# 팻보이 슬림
퀜틴 리오 쿡(Quentin Leo Cook)은 팻보이 슬림(Fatboy Slim, 1963년 7월 31일 ~ )이란 예명으로 알려진 영국의 전자 음악 DJ이다. 1996년 1집 앨범 Better Living Through Chemistry로 데뷔하였다.

## 정규 앨범
- Palookaville (2004)
- Halfway Between the Gutter and the Stars (2000)
- You've Come A Long Way Baby (1998)
- On the Floor at the Boutique (1998)
- Better Living Through Chemistry (1996)